# 銘高祭!
『銘高祭!』（めいこうさい）はTOBIによる日本の漫画作品。『まんがタイムきららフォワード』（芳文社）にて2009年1月号より2010年1月号にかけて連載されていた。

## 登場人物
紺野 みちえ（こんの みちえ）
高校2年。生徒会長から突然学園祭実行委員長を任せられることになった。

## 単行本
1. 2009年6月12日 ISBN 978-4-8322-7815-8
2. 2010年2月12日 ISBN 978-4-8322-7888-2